# Nikonov AN-94
 (avril 2016).
Le Avtomat Nikonova ou Nikonov AN-94 « Abakan » est un fusil d'assaut en service limité dans l'armée russe (emploi par les Spetsnaz lors de la deuxième guerre en Tchétchénie). Il fut créé par Guennadi Nikonov travaillant dans la fabrique Izhmash (Russe : Ижмаш) au début des années 1990.

## Fonctionnement
Le mécanisme de cette arme est efficace, original mais compliqué et coûteux ; ceci expliquant son manque de succès en Russie. Le fonctionnement est le suivant : au départ du coup, un ensemble culasse mobile/porte-culasse est propulsé vers l'arrière par l'action des gaz, une poulie entraîne un dispositif qui fait avancer les cartouches du chargeur et les introduit dans la chambre du canon, et ainsi de suite.
Le sélecteur de tir a trois positions de tir : coup par coup,  rafale de deux coups, et rafale libre.
Quand le sélecteur de tir est disposé sur rafale de deux coups ou sur rafale libre, les deux premiers coups partent à la cadence de 1 800 coups par minute. En rafale libre, la cadence descend ensuite à 600 coups par minute. Avec ce système, le recul, qui n'est perçu par le tireur qu'après que les deux projectiles ont quitté le canon, perturbe peu la précision du tir.

## Dans la fiction populaire

### Jeux vidéo
- L'AN-94 est disponible dans Battlefield: Bad Company 2, Battlefield 3 et Battlefield 4, par défaut en rafale de deux coups, mais peut être utilisé en coup par coup ou en rafale libre.
- L'AN-94 est dans Call of Duty: Black Ops II.
- Apparaît également dans Tom Clancy's Ghost Recon: Future Soldier'.
- Apparaît aussi dans la série STALKER: Shadow of Chernobyl.
- L'AN-94 est aussi utilisable dans le MMOFPS CrossFire.
- Apparaît aussi dans Metal Gear Solid 2: Sons of Liberty et Metal Gear Solid 4: Guns of the Patriots.
- Il apparaît de même dans le jeu vidéo Phantom Forces Beta.
- L'AN-94 apparaît dans Infestation: The New Z.
- Il est aussi disponible dans les jeux de type Battle Royal et Free Fire.
- Cette arme apparaît aussi dans le jeu Counter-Strike Nexon Zombie, copie coréenne de la saga Counter-Strike.
- L'AN-94 a été ajoutée à la liste des armes utilisables lors de la sortie de la saison 5 de Call of Duty: Modern Warfare.
- Apparaît également dans S.C.P. Site-19 Roleplay